# غوستا ستيفنز
غوستا ستيفنز (بالسويدية: Gösta Stevens)‏ هو صحفي وكاتب سيناريو ومخرج ومهندس معماري ومخرج سويدي، ولد في 1 فبراير 1897 في برغن في النرويج، وتوفي في 24 سبتمبر 1964 في ستوكهولم في السويد.

## وصلات خارجية
- غوستا ستيفنز على موقع IMDb (الإنجليزية)
- غوستا ستيفنز على موقع ألو سيني (الفرنسية)
- غوستا ستيفنز على موقع ميوزك برينز (الإنجليزية)
- غوستا ستيفنز على موقع أول موفي (الإنجليزية)
- غوستا ستيفنز على موقع قاعدة بيانات الأفلام السويدية (السويدية)
- غوستا ستيفنز على موقع قاعدة بيانات الفيلم (الإنجليزية)
- غوستا ستيفنز على موقع كينوبويسك (الروسية)